# Доторкнись і побач
«Доторкнись і побач» — український короткометражний фільм-драма режисера Тараса Дроня, знятий у Львові в 2013 році. Офіційна презентація фільму відбулася 24 червня 2013 у кінотеатрі ім. О. Довженка у Львові, хоча за два тижні до неї стрічка випадково потрапила в інтернет.

## Опис
Сумна історія маленької дівчинки, прекрасного янголятка, улюбленої донечки батьків, які з останніх сил намагаються віднайти гроші на лікування сліпої від народження дитини. І коли здається, що надії вже немає, що в цьому світі панує сухість, байдужість та егоїзм, допомога приходить з найменш очікуваного боку. Цей фільм — це зайвий доказ того, що гарні та добрі люди в цьому світі ще не перевелись, переглядаючи його, ніхто не залишиться байдужим, і, можливо, не одна сльоза скрапне з очей …

## У ролях
- Юліанія Оршак — Оленка, сліпа дівчинка
- Євген Лацік — Микола, батько Оленки
- Олександра Люта — Оксана, мати Оленки
- Степан Глова — Анатолій, сусід
- Анна Матійченко — дружина Анатолія
- Борис Тріус — директор радіостанції
- Олена Крилова — жінка з лікарні
- Ярослав Федорчук — головний лікар
- Василь Баліцький — менеджер з радіо
- Мар'яна Кривдик — медсестра

## Титри
- Жанр: драма, короткометражний
- Країна: Україна, м. Львів
- Кінокомпанія: Nord Production
- режисер — Тарас Дронь
- автор сценарію — Олександр Фірюлін
- оператор — Олександр Поздняков
- звукорежисер — Юрій Підцерковний та Ілля Орлов
- режисер монтажу — Ігор Ястремський
- художник по костюмах, грим — Любов Юлдашева
- саундтрек:

гурт «Дикі серцем» — Життя у казці
гурт «Latur» — Слово короля

## Історія створення
Сценарій стрічки потрапив до рук Тараса Дроня випадково. На його електронну скриньку звичайний банківський працівник із Миколаєва Олександр Фірюлін надіслав з першого погляду банальну історію про те, як батько шукає гроші для лікування сліпої від народження донечки, однак сюжет захопив не лише режисера, але й знімальну групу. Щоправда режисерський варіант сценарію відрізняється на 30-40% від оригіналу.
|                                 | З першого погляду здається, що сюжет фільму доволі банальний. Однак в ньому розповідається про справжній складний вибір батька – зір доньки чи життя чужого хлопчика. Тема ця пройдена, але нам хотілося показати, що вибір потрібно робити правильний, як би це не було важко |
| — Тарас Дронь, режисер стрічки. | |

Як розповідав оператор фільму Олександр Поздняков, завдяки тому, що не було технічних складнощів робота над стрічкою тривала два місяці. Завдяки хорошій підготовці короткометражку зняли за шість днів.
На фільм витратили 25 тис. грн. Тарас Дронь розповів, що ці гроші знімальна група використала на харчування, транспорт. Актори отримали мінімальні гонорари. Реквізити команда виготовляла сама. До прикладу, глобуса для сліпих не існує. Його зробили власноручно спеціально для стрічки. За словами режисера, це не комерційна стрічка. Над нею працювали близько 15 людей.
Слід зазначити, що творці фільму планували показати стрічку наприкінці червня, однак вона випадково потрапила в Інтернет за два тижні до неї. Тоді вона швидко отримала популярність, за два тижні її переглянули 7 тис. людей, а за місять фільм зібрав понад 20 тисяч переглядів. Тарас Дронь розповів, що завантажив фільм у мережу, щоб відправити на кінофестиваль. Він дозволив подивитися фільм кільком знайомим. Стрічка їм настільки сподобалась, що ті показали її ще комусь. Так «Доторкнись і побач» «пролізла» в Інтернет. «Коли я побачив, що в Інтернеті виклали мою роботу, попросив її забрати, однак за той час з'явилося ще нових три записи. Потім за кілька днів кількість записів збільшилась. Через два дні, коли я повернувся зі зйомок, побачив, що кількість записів в мережі швидко збільшується. Процес поширення пішов і його вже не зупинити», — розповідав режисер.

## Кастинг
Роль сліпої дівчинки зіграла 11-річна львів'янка Юліанія Оршак. Під час прес-конференції, даної після офіційної прем'єри, дівчинка розповіла, що їй дуже сподобалась робота на майданчику, однак, щоб зіграти сліпу їй довелося брати уроки акторської майстерності. «Найважче було грати сліпу дівчинку через те, що постійно треба було фокусувати погляд на одній точці», — поділилася юна акторка.
Тарас Дронь додав, що хотів, щоб маленька героїня фільму не викликала у глядача жалю, саме через це вона така позитивна. Їй цікаво усе: нові сусіди, хлопчик у лікарняній палаті. Менше у стрічці акцентують уваги на її ваді.
Роль батька виконав тернопільський актор Євген Лацік, мами — акторка із Львівського академічного театру ім. М. Заньковецької Олександра Люта. Крім того, у стрічці знялися й інші львівські театрали та студенти. Як розповів режисер Тарас Дронь, він принципово підбирав місцевих акторів.
«Всі актори, що зіграли у стрічці — театрали. Ні для кого не є секретом, що гра в театрі і кіно відрізняється. Дуже важко з театрала зробити зірку фільмів. Однак я вважаю, що фільми потрібно робити зі своїми акторами, вчити їх, експериментувати, а не брати готових професіоналів, які зіграли у сотні фільмів», — заявляв режисер.

## Музика
Фінальний саундтрек до короткометражки виконав львівський гурт «Дикі серцем». «Нам подзвонили творці фільму і запропонували, щоб пісня „Привіт“ стала саундтреком цього фільму. Я читав сценарій до того, тому вирішив, що наша „Життя у казці“ підійде краще. Ми планували презентувати пісню восени, бо вона трішечки сумна. Не хочеться нагнітати поганий настрій на аудиторію в таку сонячну погоду. Однак трек став популярним завдяки короткометражці. Тому презентація нової пісні відбудеться уже незабаром», — розповів лідер гурту «Дикі серцем» Роман Милян. Презентація заголовної пісні «Життя у казці» відбулася 30 червня 2013 року в ефірі радіо FM Галичина. Музичне відео складається з відеоряду кадрів з фільму та відео виступу групи.

## Відгуки
За словами режисера, ідею фільму іноді неправильно трактують в соцмережах. «Ідея фільму − показати проблему вибору. Про потребу правильно розставляти життєві пріоритети». Також лунала критика щодо акторської гри у фільмі.
«Мене захопив сценарій. Історія ніби традиційна, заїжджена, але в ній є нетрадиційний поворот. Фільм показує, наскільки важливо правильно розставляти життєві пріоритети», — каже режисер стрічки. За словами режисера стрічки, сюжет фільму про вибір, про справжній вибір, над яким треба задуматись перед тим як щось робити. Це вибір дуже складний. «Я не хотів, щоб фільм викликав жалість», — наголосив Т.Дронь.

## Нагороди
«Доторкнись і побач» уже встигла завоювати вищу відзнаку Міжнародного фестивалю «Бригантина» (Бердянськ, Україна). За оцінкою журі це був найкращий короткометражний фільм фестивалю.
На  IV Трускавецькому Міжнародному кінофестивалі телевізійних фільмів “Корона Карпат” отримав одразу дві нагороди, приз глядацьких симпатій та за кращу жіночу роль для головної героїні фільму.
Фільм отримав «Приз глядацьких симпатій» на VI Міжнародному фестивалі короткометражних фільмів Wiz-Art.
Субтитрована версія фільму для іноземних глядачів.. Також фільм має тифлопереклад для незрячих глядачів.